# Клемент, Пелле
Пелле Клемент (нидерл. Pelle Clement; родился 19 мая 1996 года в Амстердаме, Нидерланды) — нидерландский футболист, полузащитник клуба «Спарта».

## Клубная карьера
Клемент — воспитанник академии клуба «Аякс». 8 мая 2015 года в поединке против ТОП Осс Пелле дебютировал в Эрстедивизи в составе дублёров. 20 ноября 2016 года в матче против НЕКа он дебютировал в Эредивизи, заменив во втором тайме Вацлава Черны.
В июне 2017 года Клемент перешёл в английский «Рединг», подписав с клубом контракт на три года. 5 августа в матче против «Куинз Парк Рейнджерс» он дебютировал в Чемпионшипе.
В январе 2019 года Клемент перешёл в ПЕК Зволле. 19 января в матче против «Фейеноорда» он дебютировал за новую команду. 20 октября в поединке против АДО Ден Хааг Пелле забил свой первый гол за ПЕК Зволле. 5 августа 2022 года Клемент перешёл в «Валвейк», подписав с клубом двухлетний контракт. 13 августа в матче против «Эммена» он дебютировал за новый клуб. 4 сентября в поединке против «Эксельсиора» Пелле забил свой первый гол за «Валвейк».